# Lambert (unité)
Pour les articles homonymes, voir Lambert.
Le lambert (L) est une unité de mesure de la luminance. Il porte le nom du mathématicien, physicien et astronome alsacien Johann Heinrich Lambert (1728 - 1777). Une unité relative à la luminance, le footlambert, est utilisé dans l'éclairage, le cinéma et les industries de simulation de vol. L'unité SI est la candela par mètre carré (cd m−2).

## Définition
Le lambert (L) est la luminance d'une surface parfaitement réfléchissante et diffusante recevant un éclairement de 104 lux (lx).
{\displaystyle \mathrm {1\;L={\frac {1}{\pi }}cd\ cm^{-2}={\frac {10^{4}}{\pi }}\ cd\ m^{-2}\approx 3\,183\ cd\ m^{-2}} }.